# Cofina
Cofina ist eine portugiesische Holdinggesellschaft im Bereich Medien. Das Unternehmen hat seinen Sitz in Porto.

## Unternehmensgeschichte
Das Unternehmen wurde 1995 gegründet und ist seit 1998 an der portugiesischen Börse gelistet, der Bolsa de Valores. Ein ursprünglicher Schwerpunkt des Unternehmens lag in der Zellstoff- und Papierherstellung, neben Aktivitäten in anderen Bereichen, darunter Medien. Nach dem Zukauf verschiedener Printmedien-Titel, etwa 2001 die Tageszeitung Correio da Manhã und 2002 die Fernsehprogrammzeitschrift TV Guia, wurden 2005 alle Unternehmensbereiche abseits der Mediensparte ausgegliedert. Cofina gilt als Marktführer im Bereich der Printmedien in Portugal, mit einer verkauften Jahres-Gesamtauflage aller Titel von 75 Millionen.
Im November 2023 wurde Cofina Media von der Investorengruppe Expressão Livre gekauft, die aktuelle und frühere Mitarbeiter des Unternehmens sowie andere Investoren, darunter Cristiano Ronaldo, zusammenbrachte. Der Kaufpreis betrug 56,8 Millionen Euro.
Nach der Übernahme wurden der Name Cofina Media ersetzt durch Medialivre.
Cofine war ab dem 24. September 2012 Teil des portugiesischen Aktienindizes PSI 20.

## Struktur
Zur Cofina-Gruppe gehört auch die Cofihold, eine Beteiligungsgesellschaft, zu der auch Beteiligungen an Altri und anderen Industrie-, Infrastruktur- und anderen Unternehmen gehören.
Unterhalb der Holding Cofina, SGPS sind die verschiedenen Medien-Unternehmen der Gruppe angesiedelt, darunter ein 30-%-Anteil an Destak Brasil, dem brasilianischen Ableger der eigenen Gratiszeitung Destak, der inzwischen in den Städten São Paulo (200.000 Auflage), Rio de Janeiro (120.000 Auflage), Brasília und Campinas Ausgaben produziert.

### Verlegte Titel
Cofina besitzt fünf Zeitungen in Portugal:
- Correio da Manhã (Tageszeitung)
- Record (Sportzeitung)
- Jornal de Negócios (Wirtschaftszeitung)
- Destak (Gratiszeitung)
- Metro (portugiesische Ausgabe der Gratiszeitung)

Dazu gibt Cofina verschiedene Zeitschriften heraus:
- TV Guia (Fernsehzeitschrift)
- TV Novela (auf Telenovelas spezialisierte Fernsehzeitschrift)
- PC Guia (Technik- und Computerzeitschrift)
- Semana Informática (Technik- und Computerzeitschrift)
- Máxima (Frauenzeitschrift)
- Máxima Interiores (Publikumszeitschrift für Inneneinrichtung)
- Vogue (portugiesische Ausgabe der Modezeitschrift)
- Automotor (Automagazin)
- Rotas & Destinos (Reisemagazin)
- Flash (Illustrierte)
- GQ (portugiesische Ausgabe des Männermagazins)
- Sábado (wöchentliches Nachrichtenmagazin)